# Бхімрао Рамджі Амбедкар
Бхімрао Рамджі Амбедкар (англ. Bhimrao Ramji Ambedkar, маратхі भीमराव रामजी आंबेडकर, 14 квітня 1891 — 6 грудня 1956), також відомий за прізвиськом «Бабасахіб» — індійський юрист, політичний діяч, лідер паріїв («недоторканих»). Основний автор проєкту Конституції Індії. Посмертно нагороджений вищим індійським орденом Бхарат Ратна. Буддист-реформатор: за його ініціативою недоторкані масово зверталися в буддизм, що не визнає кастових відмінностей. Різко критикував іслам та індуїзм.

## Молодість
Бхімрао Рамджі Амбедкар родом з народу маратхі. Його пращури по чоловічій лінії протягом кількох поколінь служили в армії Британської Ост-Індської компанії та Британської Індії. Амбедкар був одним з перших недоторканних, що здобули освіту в коледжі. Він отримав ступінь доктора філософії з права та ступені з економіки й політології (в Колумбійському університеті і Лондонській школі економіки). Амбедкар повернувся до Індії відомим ученим, кілька років практикував як юрист, після чого почав політичну діяльність як борець за права недоторканих.

## Боротьба за права недоторканих
До 1930 року Амбедкар, організувавши ряд публічних акцій, став широко відомим індійським політиком. Він критикував провідні партії Індії за недостатню увагу до проблеми кастової системи.
Амбедкар був послідовним критиком поглядів Махатми Ганді і його прихильників з партії Індійський національний конгрес. Не зважаючи на те, що Ганді критикував кастові відмінності і навіть оголошував себе «одним з» людей нижчих каст, його погляди були романтичними і ідеалістичними. Амбедкар вважав термін «харіджан» («діти Бога»), запропонований Ганді для позначення недоторканих, презирливим, а схильність Ганді ідеалізувати сільський устрій життя вважав за шкідливу, пропагував розповсюдження освіти серед парієв і їх переїзду в міста. Амбедкар вважав, що Ганді дуже м'яко критикує кастову систему, відзначаючи окремі несправедливості, але не прагнучи знищити систему як таку.
За свої радикальні погляди Амбедкар став украй непопулярним серед ортодоксальних індусів, навіть серед тих, які раніше засуджували безправ'я недоторканих, оскільки вимагав повного рівноправ'я, а не тільки пом'якшення положення.
В той же час, Амбедкар вимагав надати недоторканим окремі виборчі округи, проти чого різко заперечував Ганді — він боявся розколу індійського суспільства. Коли в 1932 році британці погодилися прийняти пропозицію Амбедкара про роздільні виборчі округи для представників різних каст, Ганді, що знаходився в ув'язненні, розпочав голодування «до смертельного результату». Голодування Ганді забезпечила йому широку підтримку серед ортодоксів по всій Індії. Амбедкар, побоюючись безладів у разі смерті Ганді, був змушений поступитися.

## Політична кар'єра
У 1935—1937 роках Амбедкар займав посаду ректора Державного юридичного коледжу (Бомбей). У тому ж році його дружина Рамабаї померла від тривалої хвороби. Тоді ж Амбедкар публічно оголосив, що відрікається від індуїзму і шукатиме нову релігію, яка б давала недоторканим рівні права з представниками інших каст.
У 1936 році Амбедкар заснував Незалежну трудову партію, яка на виборах 1937 року отримала 15 місць в Центральній законодавчій асамблеї. У тому ж році він опублікував свою книгу «Знищення касти» (англ. the Annihilation of Caste), де він критикував не тільки кастову систему як таку, але й релігійних лідерів індусів.
Амбедкар служив в Консультативному комітеті оборони, а також міністром праці у Виконавчому комітеті віцекороля (колоніальному уряді Індії).

## Критика традиційних релігій Індії
У 1941—1945 роках Амбедкар опублікував ряд книг і памфлетів, що викликали суперечливу реакцію, зокрема «Думки про Пакистан» (англ. Thoughts on Pakistan), в якій критикував вимогу Мусульманської ліги створити окрему мусульманську державу Пакистан. У книзі «Що Конгрес і Ганді зробили для недоторканих» (What Congress and Gandhi Have Done to the Untouchables) він підсилив свою критику Ганді й Індійського національного конгресу, звинувачуючи їх в лицемірстві. В книзі «Ким були шудри?» (Who were the Shudras?) Амбедкар спробував пояснити походження касти шудр, тобто нижчої касти в Індії, нижче за яку були тільки недоторкані. Він також зробив акцент на відмінностях шудр від недоторканих. На виборах 1946 році його партія отримала невелике число голосів. У 1948 році він написав нову книгу «Недоторкані: тези про походження недоторканості» (The Untouchables: A Thesis on the Origins of Untouchability), де знову звинуватив індуїзм:

Індуська цивілізація… це диявольський задум з метою подавити і поневолити людство. Її справжнє ім'я — ганьба. Що ще можна сказати про цивілізацію, яка створила масу людей… з якими поводяться, неначебто вони не були людьми, і один лише дотик яких вважається забруднючим?
— 
З ще суворішою критикою Амбедкар виступив проти ісламу і його течій в Південній Азії (не в останню чергу завдяки його пропаганді іслам зараз — найменш поширена релігія серед недоторканих). Він схвалив розділення Британської Індії на Пакистан і Індію, і в той же час засудив дитячі шлюби в ісламському суспільстві та безправне положення жінок. Він писав:

Немає таких слів, які б точно виразили велику кількість зла, ув'язненого в багатожонстві і наявності наложниць, що заподіюють страждання мусульманській жінці.
Розглянемо кастову систему. Вважається за очевидне, що іслам вільний від рабства і каст. [Але поки рабство існувало], його підтримка в основному приходила від ісламу й ісламських країн. Похвальні вказівки Пророка в Корані, що стосуються справедливого і гуманного поводження з рабами, проте фактично в ісламі немає нічого, що б допомогло подолати це прокляття (тобто рабство). І хоча рабство зникло, касти серед мусульман збереглися.
— 
Амбедкар писав, що мусульманське суспільство ще більше сповнене соціальним злом в порівнянні з індуїстським. Він критикував мусульман за те, що вони прикривають кастову систему такими евфемізмами, як «братерство» і тому подібне. Він також критикував поширену серед мусульман класову дискримінацію таких груп, як «арзали» (аналог паріїв в індуїзмі), а також пригноблення жінок (система «пурда»). Він писав, що хоча «пурда» практикується також індусами, лише серед мусульман ця система санкціонована самою релігією, а не тільки традицією. Він критикував ісламський фанатизм, вважаючи, що буквальне тлумачення Корану зробило ісламське суспільство дуже жорстким, нездібним до змін. Він також указував, що на відміну від Туреччини або Ірану, індійським мусульманам не вдалося реформувати своє суспільство.
Не зважаючи на свою жорстку критику в адресу Мухаммеда Джинни і його послідовників з Мусульманської ліги, він підтримав ідею разделенія Індії на мусульманську й індуїстську частини. Він вважав, що релігійне розділення — менше зло в порівнянні з етнічним націоналізмом, особливо враховуючи велику кількість народностей в Індії. Він указував на такі прецеденти в історії, як розпад Османської імперії в 1918—1922 роках і розділення Чехословаччини після окупації її Німеччиною.
В той же час, він передбачав, що утворення двох держав за релігійною ознакою приведе до зіткнень, значної міграції людей, прикордонних сутичок. У зв'язку з цим він писав: «Пакистан повинен виправдати своє існування».

## Творець індійської конституції
Незважаючи на падіння своєї популярності як політика, суперечливі погляди і критику з боку Махатми Ганді й Індійського національного конгресу, Амбедкар мав репутацію дуже досвідченого юриста і вченого. Після того, як 15 серпня 1947 року Індія отримала незалежність, новий уряд запропонував Амбедкару стати першим міністром юстиції, і він прийняв цю пропозицію. 29 серпня Амбедкар очолив комітет з підготовки проекту Конституції Індії. При цьому він спирався на прецеденти буддистської санґхи, оскільки в буддистській традиції були відомі голосування з використанням бюлетенів, процедури проведення дебатів, прецедентне право, регламентація бюрократичних процедур. Досвід сангхи був адаптований до реалій Індії — олігархічна система правління, ділення на племена і так далі.
Текст, підготовлений Амбедкаром, передбачав конституційні гарантії широкого круга цивільних свобод, зокрема свободу віросповідання, відміну принципу «недоторканості» і заборону на будь-які форми дискримінації. Амбедкар вимагав широких економічних і соціальних прав для жінок, а також добився підтримки Асамблеї в створенні квот на цивільній службі, в школах і коледжах для представників ущемлених каст. Ця конституція була прийнята 26 листопада 1949 року.
Амбедкар пішов у відставку з посади міністра в 1951 році після того, як парламент відхилив його проект Індійського кодексу, що передубачав рівність ста́тей в спадкоємстві, шлюбі й економічних стосунках, незважаючи на підтримку з боку Неру і ряду інших лідерів ІНК. У 1952 році Амбедкар програв вибори в нижню палату парламенту, але був призначений депутатом верхньої палати в березні 1952 року і залишався ним до самої смерті.

## Звернення в буддизм
У 1950-тих роках увагу Амбедкара привернув буддизм, і він зробив подорож до Шрі-Ланки, щоб відвідати з'їзд буддистських ченців і вчених. Незабаром Амбедкар публічно оголосив, що пише нову книгу про буддизм, і як тільки вона буде закінчена, він зробить формальне навернення до цієї віри. В 1954 році він двічі відвідав Бірму; удруге — щоб взяти участь в 3-ій конференції Світового товариства буддистів в Ранґуні. У 1955 році він заснував Буддистське товариство Індії (Bharatiya Bauddha Mahasabha). Його книга «Будда і його Дхамма» була закінчена в 1956 році та опублікована посмертно.
14 жовтня 1956 року Амбедкар організував формальну публічну церемонію присвячення в Наґпурі, на ділянці, що отримала назву Дікшабхумі. Формальним завершенням звернення була традиційна процедура отримання від ченця Трьох Коштовностей (Будда, Дхарма, Санґха) і П'яти Розпоряджень. Одночасно з ним в буддизм звернулися близько 380 тис. його прихильників. Прийнявши 22 обітниці, Амбедкар і його прихильники явно засудили і відкинули індуїзм та його філософію. Потім він вирушив до Катманду (Непал), щоб взяти участь в 4-ій Світовій буддистській конференції. 2 грудня 1956 року закінчив свою книгу «Буддизм або Карл Маркс».

## Смерть
У 1948 у Амбедкара виявили діабет. Через погіршення здоров'я, зокрема зору, він був прикований до ліжка з червня по жовтень 1954 року. Протягом подальших двох років його здоров'я погіршувалося, і він помер уві сні в своєму будинку незабаром після завершення своєї останньої праці «Будда і його Дхамма». Залишив після себе немало записок і нескінчених праць. Його було кремовано за буддійським звичаєм.
Його пережила друга дружина Шарда Кабір (у шлюбі Савіта Амбедкар). Вона належала до касти брахманів, але також звернулася в буддизм. Внук Амбедкара неодноразово обирався до парламенту Індії.

## Спадщина
Не зважаючи на суперечливу репутацію Амбедкара і гостре негативне ставлення до нього мусульман, він вніс чималий внесок до розвитку суспільної думки Індії. Зокрема, він збудив в Індії інтерес до буддизму, який в цій країні традиційно знаходився на периферії.
Політична філософія Амбедкара дала поштовх до виникнення великої кількості політичних партій, видань і профспілок, що захищають інтереси недоторканих, особливо в його рідному штаті Махараштрі. Масові церемонії звернення в буддизм проводилися і після його смерті.
З іншого боку, розширення прав недоторканих привело до збільшення сутичок між ними і ортодоксальними індусами. У 1994 році пам'ятник Амбедкара в Мумбаї було сплюндровано — невідомий провокатор повісив на нього гірлянду взуття (у Індії дотик до чужого взуття вважається за приниження). Це привело до спалаху насильства, страйки паралізували місто більш ніж на тиждень. Під час подібних хвилювань наступного року пам'ятник було зруйновано. Представники вищих каст в штаті Таміл-Наду також неодноразово нападали на місцевих буддистів. З іншого боку, недоторкані, що звернулися в буддизм, далеко не завжди поводилися з буддистським упокорюванням: нерідко вони поганили індуїстські храми, замінюючи зображення богів портретами Амбедкара. Радикальні послідовники Амбедкара з «Руху буддистських пантер» (за аналогією з «Чорними пантерами» в США) навіть намагалися вбивати пропагандистів, що критикували погляди Амбедкара на буддизм.